# Theresa Serber Malkiel
Theresa Serber Malkiel
Theresa Serber Malkiel (1er mai 1874 – 17 novembre 1949) est une ouvrière socialiste juive américaine ainsi qu'une militante pour les droits des travailleurs et pour le droit de vote des femmes. Elle est également connue pour avoir fait la promotion de la formation des adultes. 
Elle est à la direction du Comité national des femmes du Parti socialiste américain. En 1910, son journal  The Diary of a Shirtwaist Striker contribue à réformer les lois du travail de l'État de New York. Elle crée une Journée nationale de la femme (annuelle) qui est à l'origine de la Journée internationale des droits des femmes. En 1911, lors d'une tournée de conférences dans le sud des États-Unis, elle attire l'attention sur le problème de la suprématie blanche au sein de son parti. 
Vers 1920, elle fonde la Brooklyn Adult Students Association. Elle passe les dernières années de sa vie à y promouvoir la formation des adultes pour les travailleuses.

## Biographie
Theresa Serber est née à Bar (alors dans l'Empire russe, aujourd'hui en Ukraine), le 1er mai 1874. Sa famille et est de confession juive et émigre aux États-Unis en 1891 pour fuir les persécutions. Theresa, ses parents et ses sœurs s'installent alors dans le Lower East Side, un quartier de New York. Âgée de 17 ans, Theresa Serber travaille dans une usine de confection de vêtements,.

## Militantisme
Très peu de temps après son arrivée à New York, elle rejoint le Russian Workingmen's Club. En 1892, elle contribue à la création de l'Infant Cloakmaker's Union de New York, un groupe de femmes travaillant dans des usines de confection de vêtements et pour la plupart juives ; elle en devient la première présidente. Au cours des années suivantes, elle représente son syndicat au sein des Chevaliers du travail, une organisation ouvrière américaine, du Central Labor Federation, et des United Hebrew Trades, une organisation ouvrière juive de New York. Ces deux dernières organisations l'exposent au radicalisme, ce qui renforce ses convictions socialistes et, en 1893, elle rejoint le Parti ouvrier socialiste d'Amérique (SLP). Elle est une membre active du SLP pendant six ans, représentant son syndicat au premier congrès de l'Alliance socialiste du commerce et du travail.
En 1899, elle quitte le Parti ouvrier socialiste d'Amérique (SLP) et rejoint le Parti socialiste d'Amérique (SPA). Theresa Serber croit que seul le socialisme peut libérer les femmes et que le socialisme, à son tour, ne peut pas survivre sans la pleine participation de celles-ci. En théorie, le Parti socialiste est attaché à l'égalité des droits entre les hommes et les femmes, mais en pratique, il ne fait aucun effort pour atteindre spécifiquement les travailleuses et s'intéresse peu à leurs préoccupations. Theresa Serber conclut que les femmes socialistes doivent mener leur propre bataille parallèle pour l'égalité. Son essai de 1909, Where Do We Stand on the Woman Question? exprime sa frustration face à cet état de fait : 

« Car l'ouvrière d'aujourd'hui se trouve elle-même entre deux feux : d'une part, elle fait face à la classe capitaliste, son ennemi le plus acharné ; il prédit un danger considérable dans son émancipation et avec tout le pouvoir que l'argent lui confère il tente de résister à son éventuelle venue dans le monde civilisé. Dans son angoisse, l'ouvrière se tourne vers ses frères dans l'espoir de trouver en leur sein un appui solide, mais elle est vouée à la déception, car ils découragent son activité et sont tout à fait indifférents à l'issue de sa lutte. »

« En 1905, Theresa Serber organise la Women's Progressive Society of Yonkers, qui deviendra plus tard une branche de la Socialist Women's Society de New York. Bien que le Parti socialiste est officiellement opposé au séparatisme, Theresa Serber pense qu'une organisation de femmes est nécessaire pour attirer les femmes dans le parti. Ainsi, cela serait comme un terrain d'entraînement pour les militantes. Les femmes en ont assez de leurs positions limitées au sein du parti en tant que « pâtissières officielles et colleteuses d'argent » », déclare-t-elle. Parallèlement, elle rédige des tracts de propagande socialiste et publie de nombreux articles sur le socialisme et la Querelle des femmes dans des revues telles que Progressive Woman, Machinists' Monthly et International Socialist Review. Theresa Serber contribue également au New York Call, un journal socialiste qu'elle a cofondé en 1908 avec son mari, Leon A. Malkiel.

### Comité National des Femmes
En 1909, Theresa Serber est élue au Comité national des femmes du Parti socialiste. Elle est déléguée à plusieurs conventions, fait campagne, écrit des brochures et, à l'instar de Rose Pastor Stokes, elle contribue à sensibiliser le public aux préoccupations des femmes immigrantes. Elle crée des clubs suffragistes destinés à attirer les femmes qui travaillent et à les faire entrer au Parti socialiste. Elle établit une Journée nationale de la femme (annuelle), à partir du 28 février 1909, qui est remarquée par plusieurs partis socialistes européens ainsi que par le Parti socialiste d'Amérique. La Journée nationale de la femme est à l'origine de la Journée internationale des droits des femmes qui est célébrée chaque année le 8 mars.
En 1909, elle travaille en étroite collaboration avec la Women's Trade Union League (WTUL) pour soutenir le soulèvement des 20 000, une grève générale des ouvriers de l'industrie textile, avec publicité et collecte de fonds.

### The Diary of a Shirtwaist Striker
En 1910, Theresa Serber Malkiel publie le roman The Diary of a Shirtwaist Striker, un récit fictif sur une ouvrière d'usine de chemises gréviste. Elle y décrit la grève du point de vue d'une travailleuse née aux États-Unis et qui se méfie, au début de l'histoire, de ses collègues immigrés. Avec le temps, elle se rapproche d'eux et devient de plus en plus consciente de la nécessité de gagner le scrutin ainsi que la grève, et de la nécessité d'une plus grande solidarité entre travailleurs et travailleuses.
Après l'incendie de l'usine Triangle Shirtwaist en 1911, un an après la sortie de The Diary of a Shirtwaist Striker, le livre attire l'attention du public et il contribue à déclencher des réformes législatives. Les universitaires postérieurs ont eu tendance à qualifier le livre de propagande. En 1990, le livre est réimprimé par Cornell University Press avec une introduction de l'historienne Françoise Basch et a reçu des critiques positives d'Alice Kessler-Harris, de Mari Jo Buhle et de l'ILR Review.

### Tournée de conférences dans le sud américain
En 1911, lors d'une tournée de conférences dans le sud des États-Unis, Theresa Serber Malkiel est consternée d'apprendre que les socialistes blancs pratiquent la ségrégation raciale. Dans une ville de l'Arkansas, elle est invitée à prendre la parole lors d'un rassemblement de plus d'un millier d'Afro-Américains, mais les organisateurs du parti ne l'y autorisent pas. Dans une autre ville, le Parti socialiste local refuse d'autoriser les Afro-Américains à se joindre au rassemblement. Lors d'un événement au Mississippi, Theresa Serber Malkiel prononce un discours sous une pluie battante devant un groupe de socialistes afro-américains cotisants au Parti mais qui se sont vu refuser l'entrée dans la salle de réunion. Son rapport cinglant dans le New York Call a fait sensation : 

« Seigneur, préservez-nous de ce genre de Socialistes… Il ne faut pas prêcher le Socialisme aux nègres parce que les ouvriers blancs sont assez fous pour permettre à leurs maîtres d'attiser leurs préjugés contre leurs collègues ouvriers en vue de les maintenir divisés afin de jouer les uns contre les autres. »

### Autre travail militant
En 1914, Theresa Serber Malkiel est à la tête de la Socialist Suffrage Campaign de New York. Elle organise un rassemblement de masse au Carnegie Hall, une salle de concert new-yorkaises. En 1916, elle est l'une des trois femmes nommées par le Comité Exécutif National pour parcourir le pays et faire campagne pour le droit de vote des femmes. Bien que le Parti socialiste soit officiellement opposé à la coopération avec de telles organisations, comme la National Woman Suffrage Association, Theresa Serber Malkiel soutient l'idée en précisant que les socialistes doivent toujours présenter leurs points de vue dans une perspective socialiste. Elle se méfie des riches suffragettes telles qu'Alva Belmont, et met en garde contre le fait d'être distraite par la « fausse conscience » du féminisme bourgeois.
Pendant la Première Guerre mondiale, Theresa Serber Malkiel fait deux tournées nationales de conférences pour le Parti socialiste. Elle s'y exprime sur les droits des femmes et parle contre la participation des États-Unis à cette guerre. 
En 1920, elle se présente à l'Assemblée de l'État de New York sur la liste du Parti socialiste mais elle est battue de justesse.

## Éducation des adultes
Theresa Serber Malkiel a passé les deux dernières décennies de sa vie à faire la promotion de l'éducation des femmes immigrées et à les aider à être naturalisées américaines. Elle a fondé la Brooklyn Adult Students Association et a dirigé ses cours et son camp d'été.

## Vie privée
En 1900, Theresa Serber se marie avec Leon A. Malkiel, un avocat et collègue socialiste. Ils déménagent à Yonkers, une ville au Sud de l'État de New York. En 1903, elle donne naissance à leur fille, Henrietta. En se mariant, Theresa Serber Malkiel a arrêté de travailler en tant qu'ouvrière d'usine mais elle a n'a pas renoncé à son engagement auprès des travailleuses afin d'améliorer leur vie.
Theresa Serber Malkiel est décédée le 17 novembre 1949.

## Œuvres

### Articles
- (en-US) « Woman and the Socialist Party », The Socialist Woman, vol. I, no 12,‎ mai 1908, p. 8 (lire en ligne)
- (en-US) « Our Unfortunate Sisters », The Socialist Woman, vol. II, no 18,‎ novembre 1908, p. 4 (lire en ligne)
- (en-US) « The Emancipation of Women », Machinists' Monthly Journal, vol. XXI, no 1,‎ janvier 1909, p. 33–34 (lire en ligne)
- (en-US) « Where Do We Stand on the Woman Question? », International Socialist Review, vol. 10,‎ août 1909, p. 159–162 (lire en ligne)
- (en-US) « Which is Better for Women, the Woman Suffrage Movement, or the Socialist Party? », The Progressive Woman, vol. IV, no 37,‎ juin 1910, p. 6–7 (lire en ligne)
- (en-US) « Child Labor », The Railroad Trainman, vol. XXX, no 10,‎ octobre 1913, p. 924–925 (lire en ligne),

### Journal
- (en-US) The Diary of a Shirtwaist Striker : A Story of the Shirtwaist Makers' Strike in New York, New York, The Co-operative Press, 1910, 105 p. (lire en ligne),

### Notices dans des encyclopédies et manuels de références
- (en-US) Paula E. Hyman (dir.), Jewish Women in America : An Historical Encyclopedia, vol. 2 : M-Z, New York, Routledge, 5 novembre 1997, 1770 p. (ISBN 9780415919357, lire en ligne), p. 885-886,
- (en-US) John A. Garraty (dir.), American National Biography, vol. 14 : Lovejoy - McCurdy, New York, Oxford University Press, USA, 1er janvier 1999, 953 p. (ISBN 9780195127935, lire en ligne), p. 368-369,
- (en-US) Sandra Adickes, To Be Young Was Very Heaven: Women in New York Before the First World War, Palgrave Macmillan, 2000, 52–54 p. (ISBN 9780312223359, lire en ligne).
- (en-US) Jeffrey Babcock Perry, Hubert Harrison: The Voice of Harlem Radicalism, 1883-1918, Columbia University Press, 2013 (ISBN 9780231511223, lire en ligne).

### Articles
- (en-US) Theresa Malkiel, « Where Do We Stand on the Woman Question? », International Socialist Review, vol. 10,‎ août 1909, p. 159–162 (lire en ligne).
- (en-US) Sally M. Miller, « From Sweatshop Worker to Labor Leader: Theresa Malkiel, A Case Study », American Jewish History, vol. 68, no 2,‎ décembre 1978, p. 189–205 (JSTOR 23881894).